# San Andrés Semetabaj
San Andrés Semetabaj è un comune del Guatemala facente parte del dipartimento di Sololá.